# 長谷堂城
長谷堂城（はせどうじょう）は、出羽国（羽前国）最上郡（山形県山形市長谷堂）にあった中世の日本の城（山城）。山の形から「亀ヶ城」とも呼ばれていた。

## 概要
長谷堂城は、山形城に居する最上氏にとって重要な支城の1つであった。特に、置賜地方にあった長井氏を滅ぼした伊達氏との争いの中で重要な防御拠点である。1514年（永正11年）、伊達稙宗が当城を落としたとの記録が長谷堂城の初見である。この合戦により、最上氏は不利な条件で和議を結び、伊達氏の風下に立つこととなる。

## 歴史・沿革
歴史上、最も当城が注目されたのは1600年（慶長5年）、関ヶ原の戦いとほぼ同時期に発生した慶長出羽合戦（長谷堂城の戦い）（西軍の上杉景勝が東軍の最上義光を侵攻したもの）の頃である。当時、福島県会津地方及び山形県庄内地方と置賜地方、合わせて150万石と言われた上杉勢は西軍に与しており、東軍に付いた最上氏（約24万石）を制圧するため、現在の山形県置賜地方（最上領の南方）と庄内地方（最上領の西北）から、上杉景勝配下の直江兼続を大将として最上領攻略を図った。そして、その支城をことごとく開城または落城させていき、山形城攻略のための最終的な足場確保のために長谷堂城を攻めた。それに対し、最上義光の幕下で智将と言われた 志村伊豆守光安は約1000の手勢を従えて篭城しその攻撃に耐えた。また、長谷堂城の山裾の足場のぬかるみとなっており、この天然の要害にとまどい前進できない上杉勢を攻め立て悩ませた。この合戦において上杉勢は溝口左馬之助、上泉主水等の猛将が討ち死にするなど、損害を出し（城を見上げる水田の中に主水塚がある）、戦が長引く中石田三成率いる西軍が関ヶ原で敗北したことで、上杉勢は撤退を余儀なくされる。
戦後、長谷堂城は坂光秀に与えられ、光秀没後は子の坂光重が継いだ。しかし、1622年（元和8年）に最上騒動により、山形藩主・最上義俊が改易されると、幕府は周辺諸藩に軍勢を出させ、各城の受け取りをさせた。長谷堂城の受け取りを担当したのは、皮肉にも景勝であった。長谷堂城は収公後、破却された。なおこの時には、兼続は既に死亡しており、景勝も収公の翌年に没した。

## 構造
長谷堂城は標高229mの山の頂上にあり、現在は集落と水田に囲まれ「城山」と呼ばれている。この山全体が城址公園となっており、山頂からは敵将、直江兼続が本陣を置いた「菅沢山」を俯瞰できる他山形城址を含む山形市街と蔵王連峰を見渡すことができる。

## 参考画像

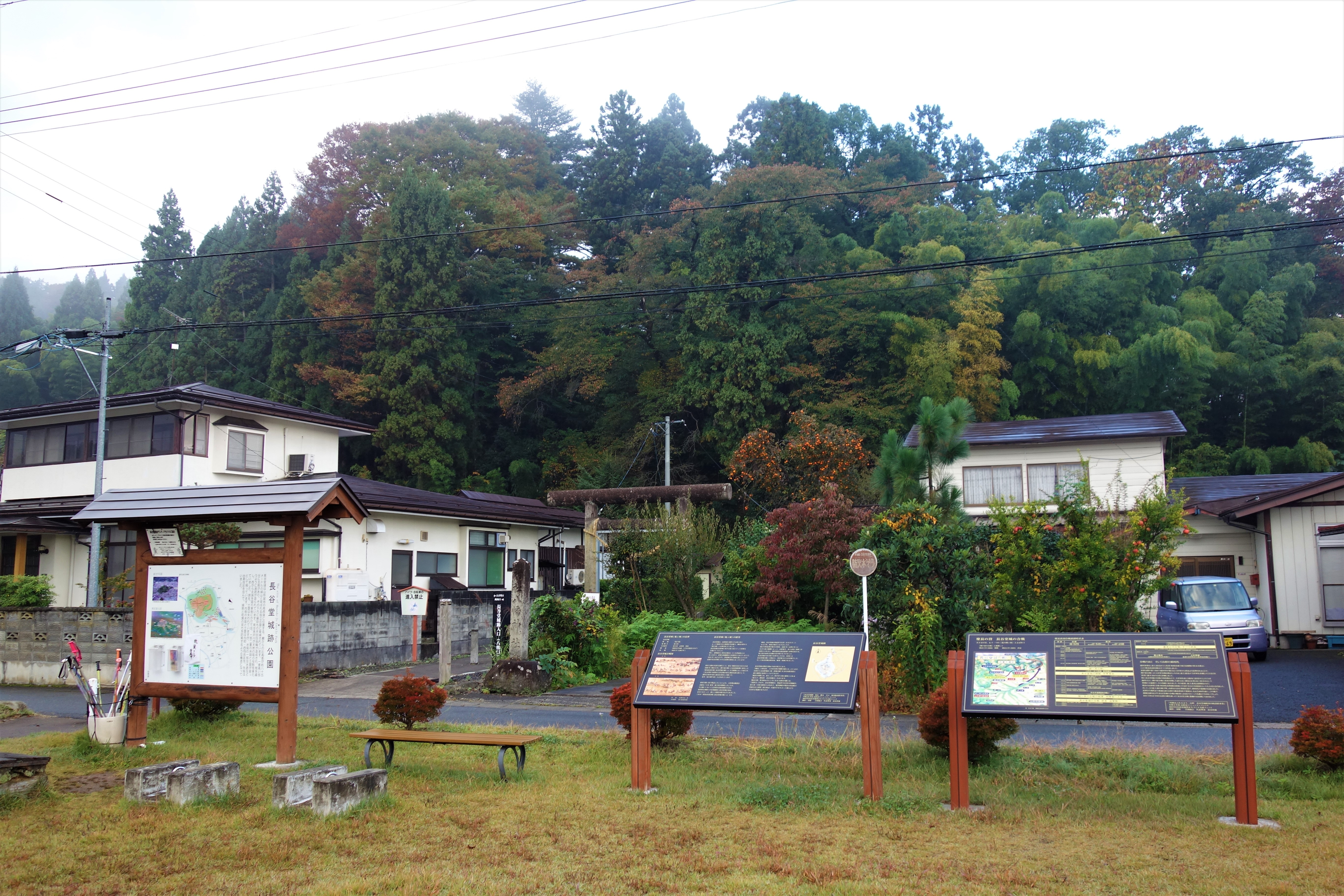
長谷堂城跡公園
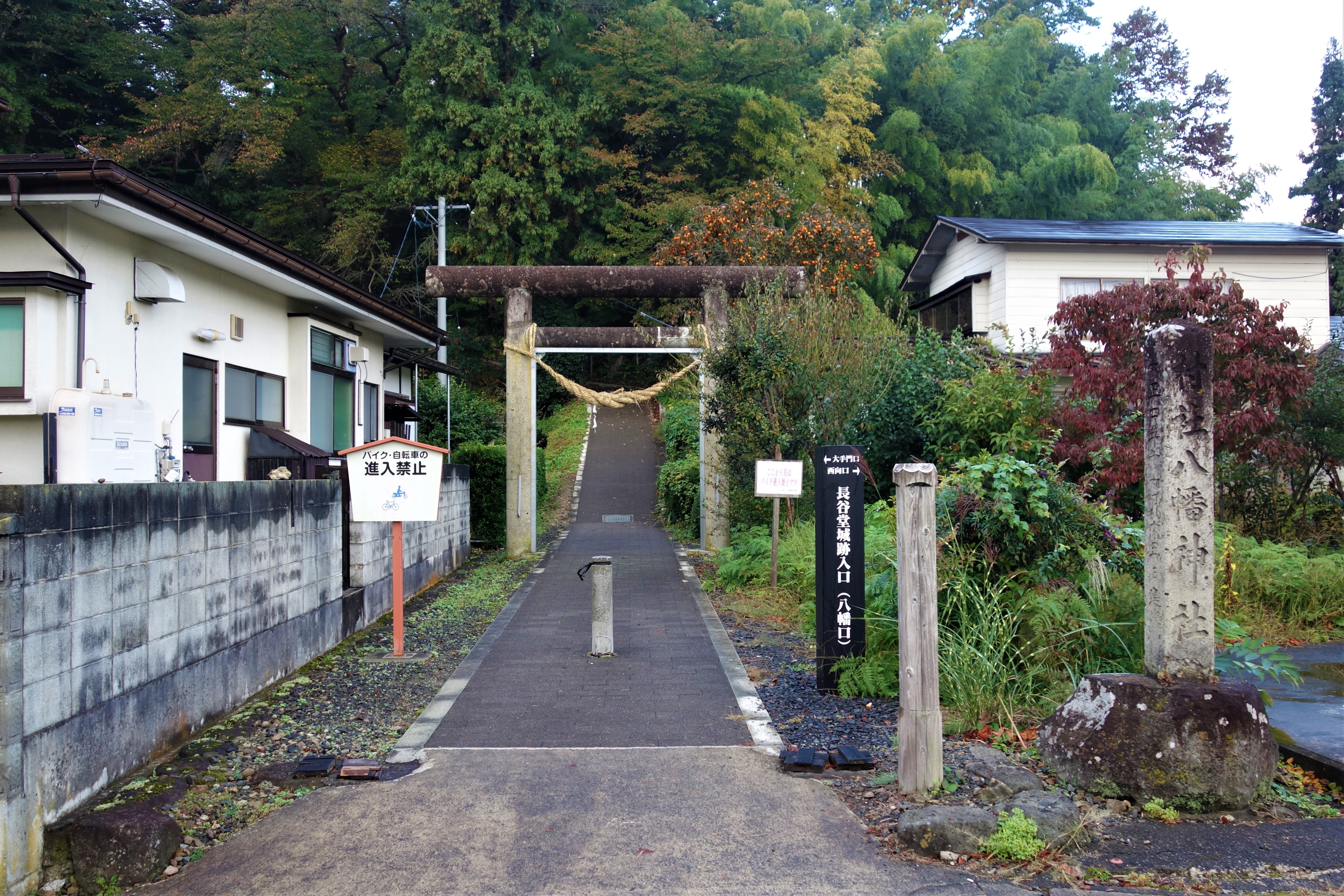
長谷堂城八幡崎口
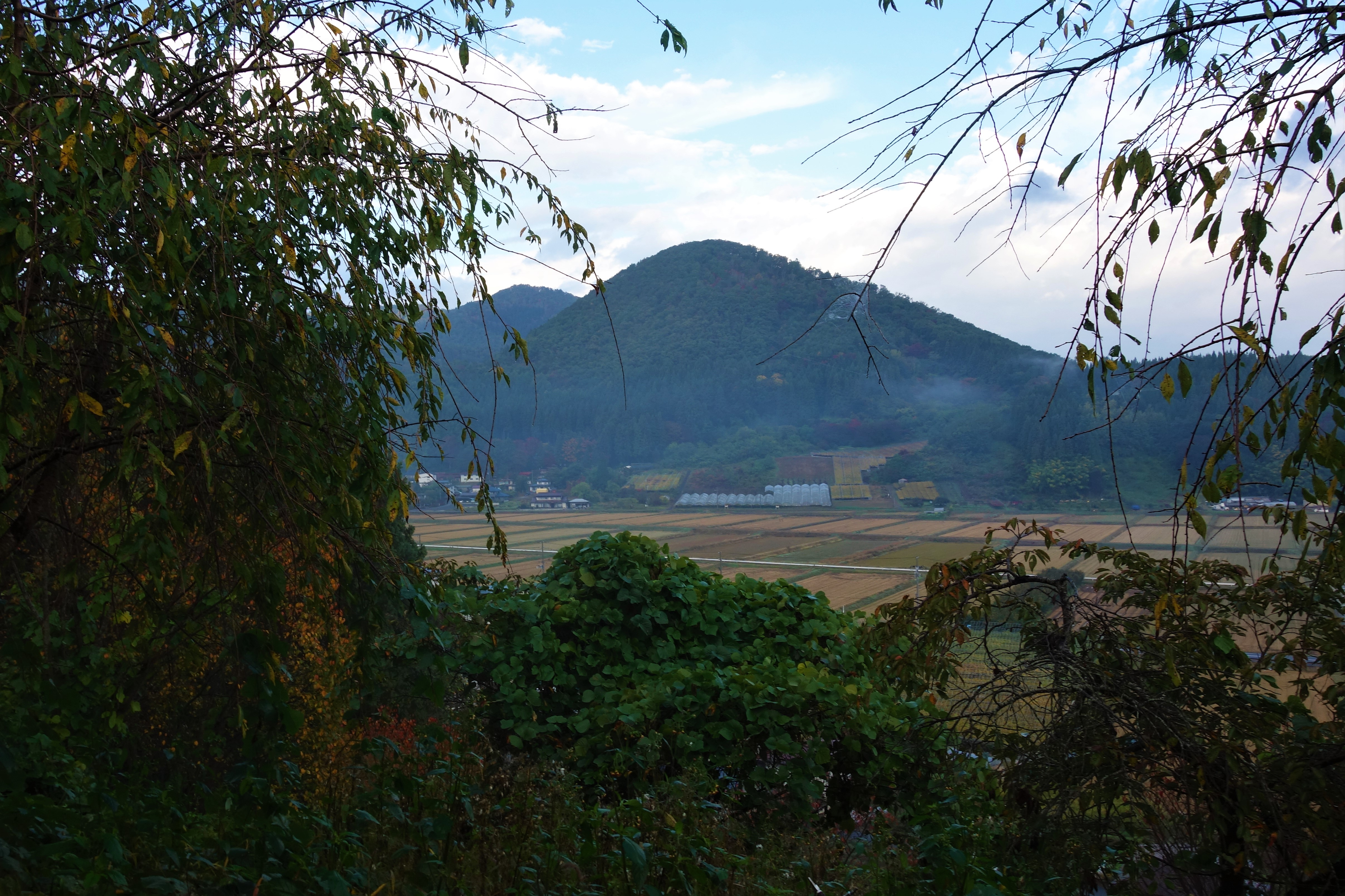
帯曲輪からの直江兼続軍本陣の菅沢山
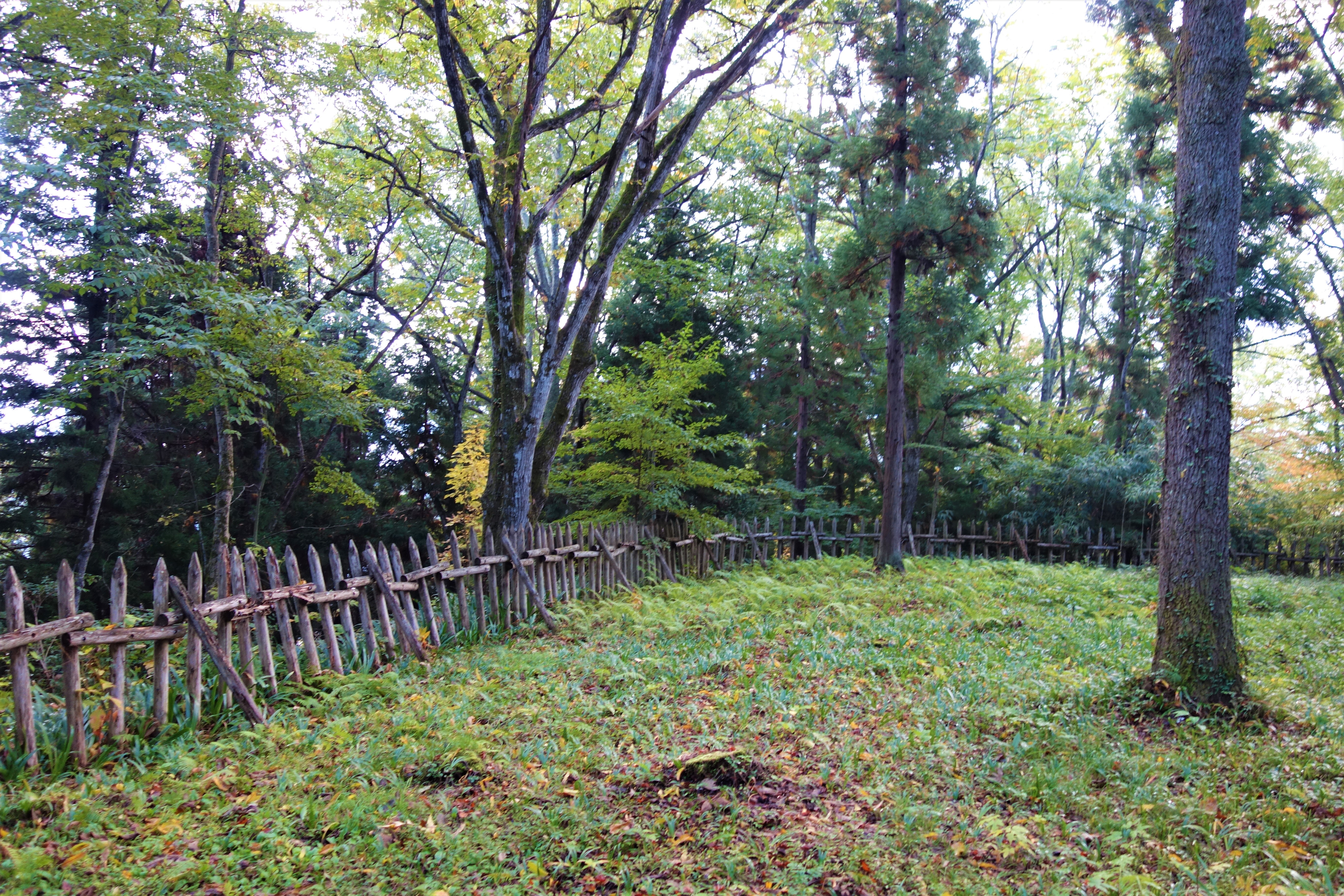
長谷堂城の曲輪
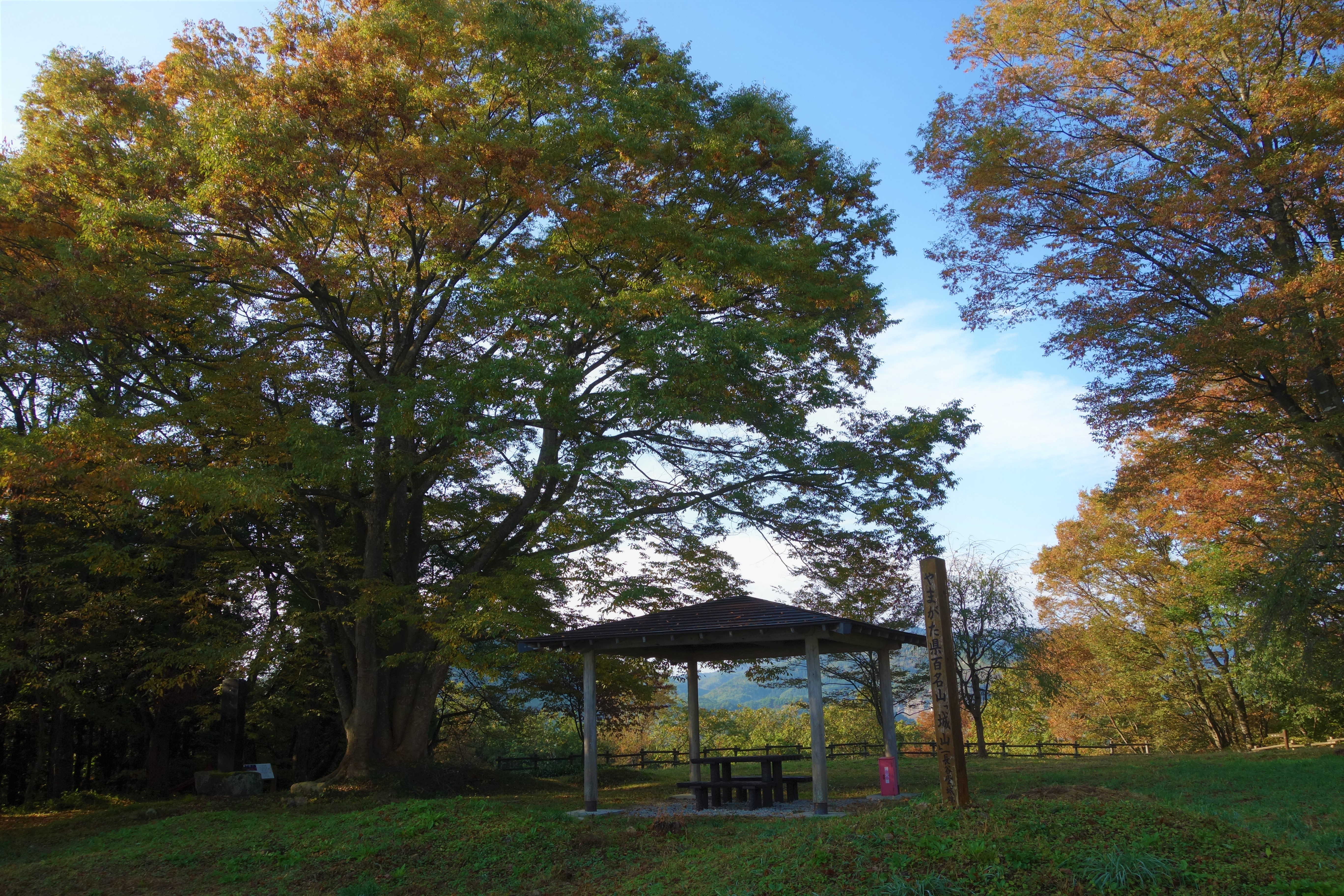
長谷堂城の山頂広場
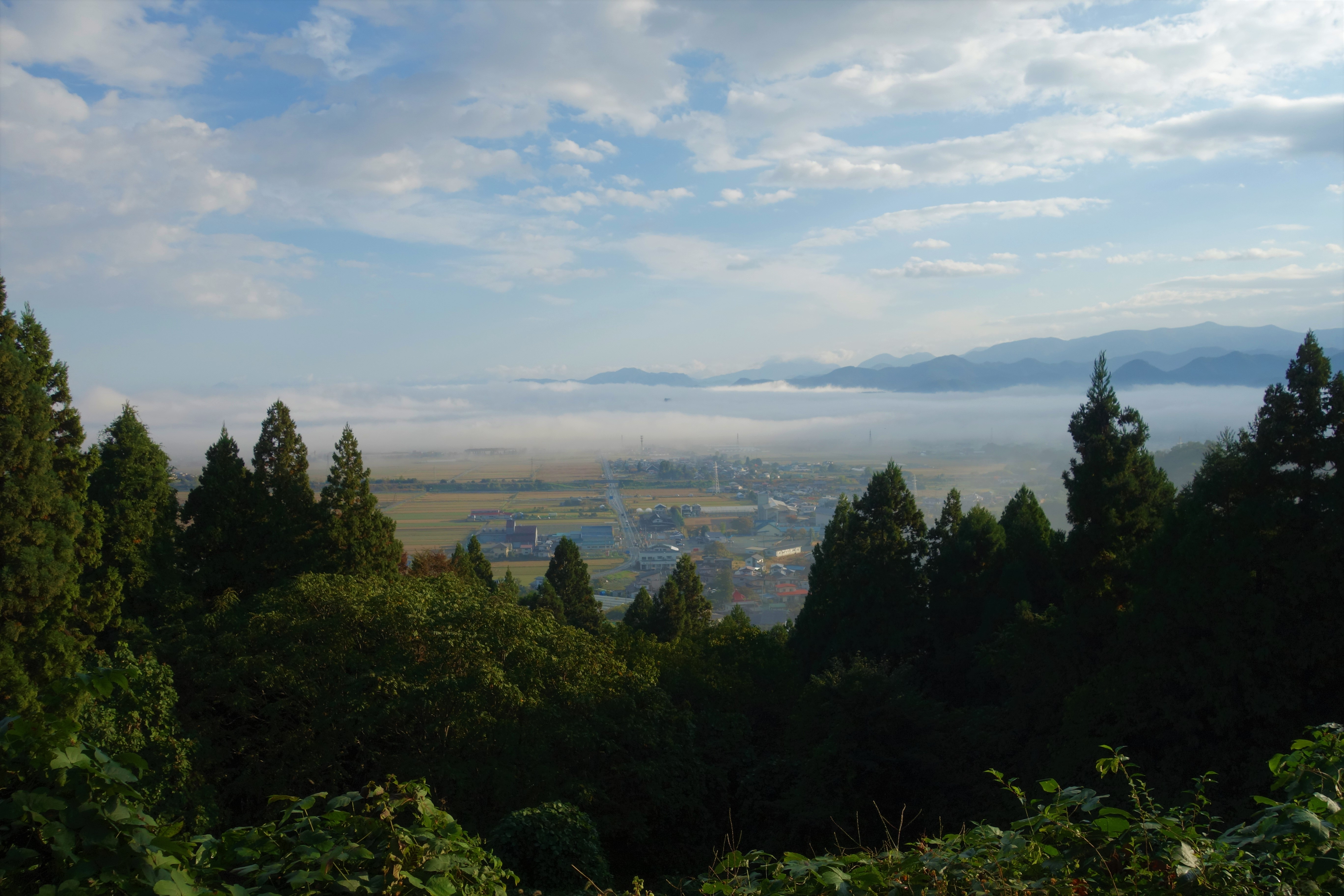
山頂広場から霧の山形市内
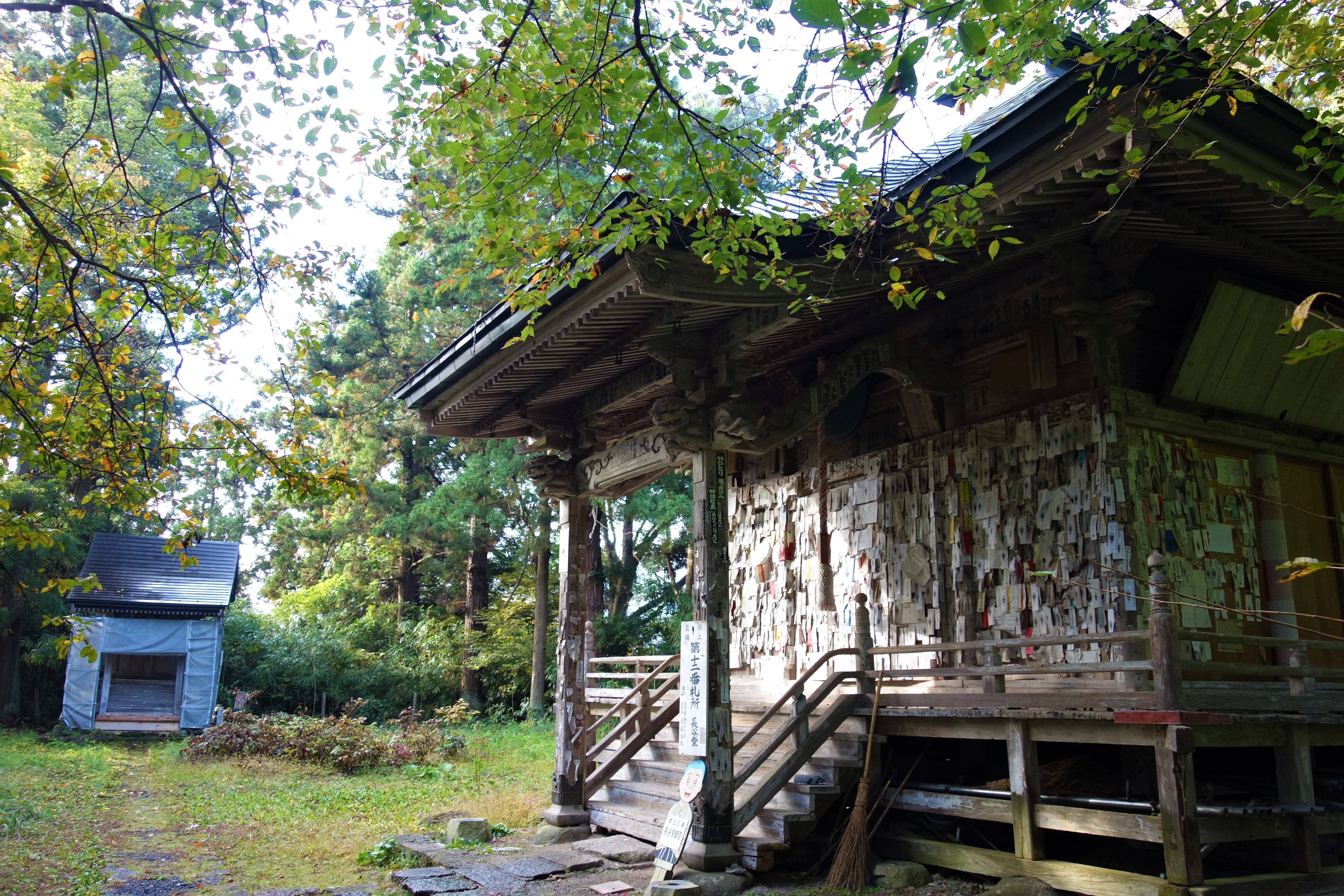
長谷堂観音
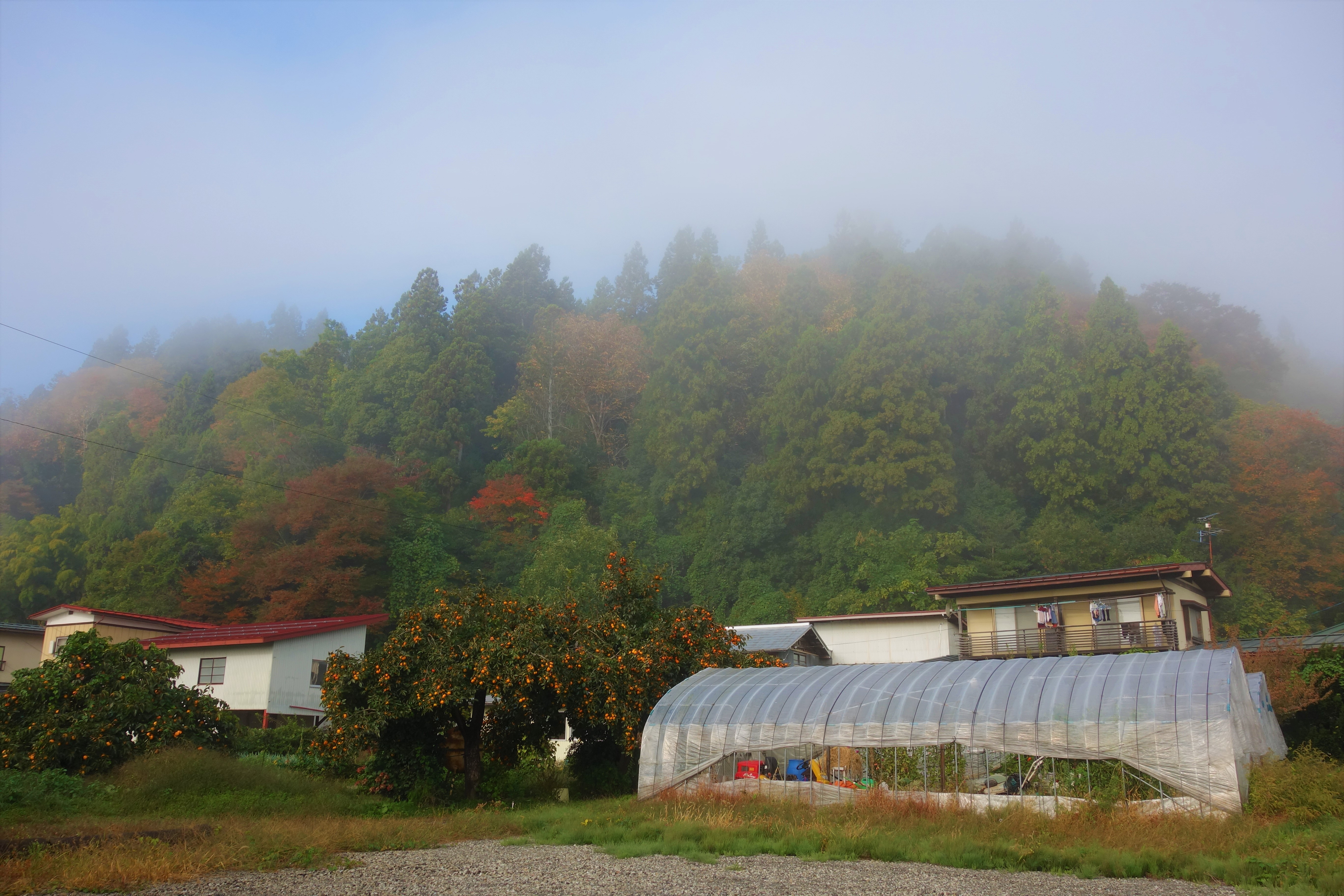
霧中の長谷堂城

## 観光

### 周囲の文化施設・観光名所
- 城山の中腹には最上三十三所の中で最も難所とされる「最上十二番札所長谷堂観音」がある。
- 城山の麓、湯田地区、長谷堂観音の崖下、本沢川のほとり（渡辺さんの屋敷を通って行く）に、苦しまずに楽に浄土に行けることで有名な「ころり観音」がある。
- 城山の北5～600メートルの辺りに「百目鬼温泉」（日帰り）がある。風呂を浴びて、地元の野菜や果物を安く買うことが出来る。途中には、長谷堂合戦で戦死した兵士を弔った石仏群や、直江軍の豪將上泉主水の死を悼んだ「主水塚」などがある。
- 城山の西4～500メートルの所、大森山の麓には、大寺「清源寺」があり、後の長谷堂城城主、坂紀伊守光秀（あきひで）の肖像画や、最上家一の怪力、延沢満延が中山円同寺から約16kmの道のりをかぶって運んだ梵鐘がある。
- 城山の近くを走る国道348号線を南西に約2Km程行った須刈田という集落の旧道を200m程長谷堂に向かって下ったところに、古寺「滝山寺」の遺跡がある。これは12世紀に西行が訪れ、「類なき思ひ出羽の櫻かなうすくれなゐの花のにほひは」、又「奥に猶人見ぬ花の散らぬあれや尋ねを入らん山ほととぎす」と詠んだ寺と言われている。旧道は「塗り門坂」と言われる旧県道である。